# Gastronomia de Jamaica
La gastronomia jamaicana és un conjunt de tècniques culinàries, sabors i espècies dels indígenes de Jamaica i les influències d'europeus (sobretot irlandesos, anglesos, francesos, portuguesos i espanyols), africans (especialment de l'Àfrica Occidental) i asiàtics (especialment indis, xinesos i de l'Orient Mitjà) que han habitat l'illa. També està influenciada pels cultius introduïts a l'illa des del Sud-est Asiàtic tropical, molts dels quals ara es conreen localment.

## Característiques

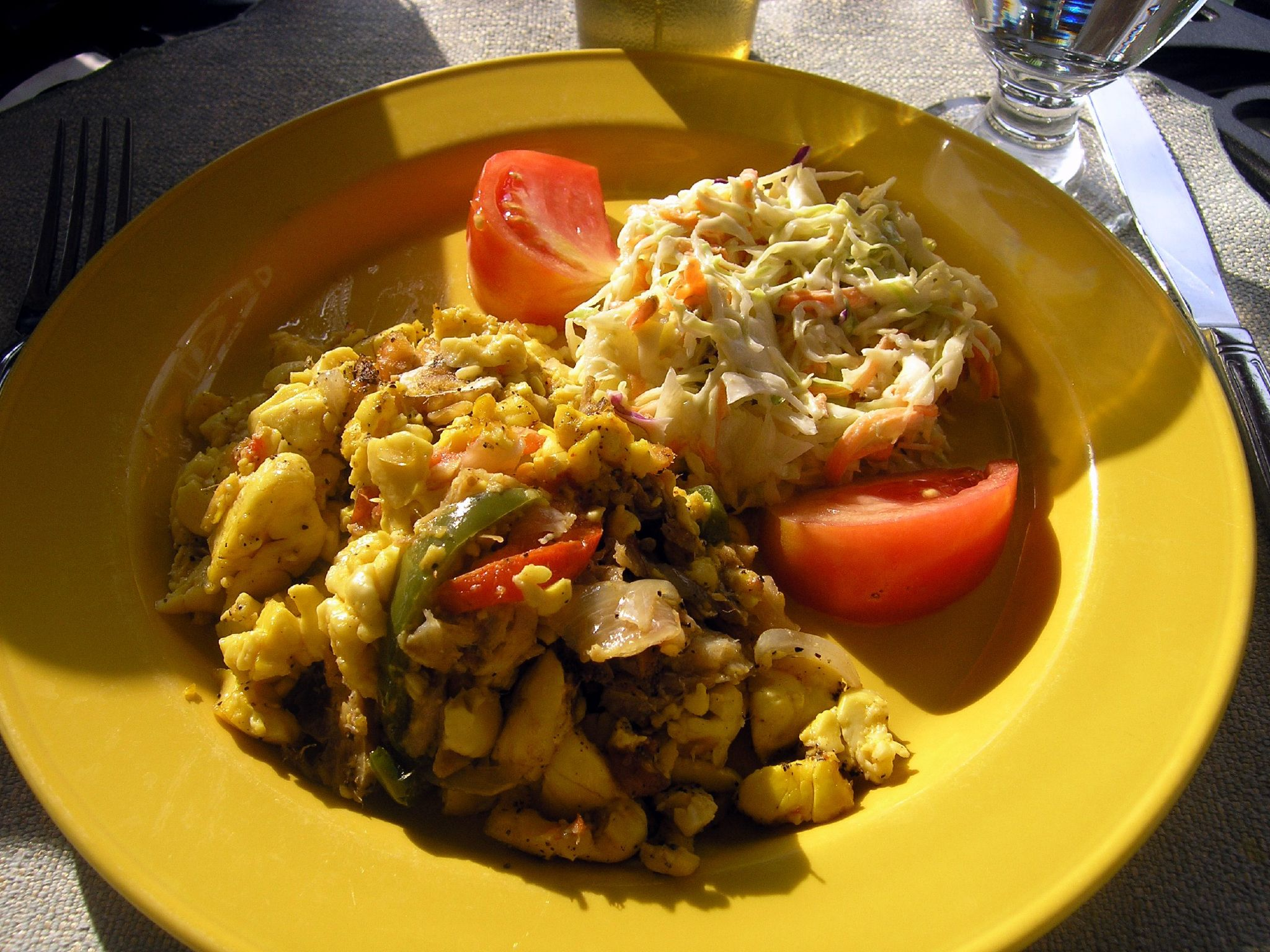
Un plat dackee and saltfish

La cuina de Jamaica està caracteritzada pel peix i marisc, diferents tipus de carn, aviram, fruites tropicals, espècies i els bitxos, fruit d'aquestes influències. El menjar típic de Jamaica és molt picant.
La cuina jamaicana és un exemple típic de la cuina afrocaribenya. De la cuina africana provenen el callaloo (carn marinada); les patates de carn de la cuina britànica; el roti i el curri de la cuina índia, i el bammy de la cuina ameríndia local. Mereix esment la influència de la dieta ital, lligada al rastafarisme, que va introduir molts plats vegetarians com el pa de iuca i els bunyols d'albergínia.
Alguns plats jamaicans són variacions de les cuines portades a l'illa des d'altres orígens; sovint es modifiquen per incorporar productes locals i espècies. Altres són novedosos o de fusió i s'han desenvolupat localment. Entre els aliments introduïts hi ha una àmplia varietat de marisc, fruites tropicals i carns. Els plats populars de Jamaica inclouen cabra al curri, dumplings fregits i ackee and saltfish (akí amb bacallà), considerat sovint el plat nacional jamaicà. Els pattys jamaicans (empanades) i diversos pastissos i pans també són populars, així com les begudes de fruites i el rom jamaicà.
Un esmorzar típic inclou ackee and saltfish, callaloo, plàtans verds bullits i dumplings fregits.
Durant el segle xx, la cuina jamaicana va guanyar popularitat internacional, amb restaurants jamaicans que van obrir-se arreu del món. Avui dia, la cuina jamaicana continua evolucionant, amb nous plats i sabors que reflecteixen la diversitat de l'illa i la seva gent.